# Jayne Wisener
Jayne Wisener (née le 19 mai 1987) est une actrice et chanteuse britannique. Elle a été révélée au public grâce au rôle de Johanna dans le film Sweeney Todd de Tim Burton. 

## Biographie
Née à Ballymoney et ayant grandi à Coleraine, Jayne a suivi les cours de Coleraine High School, école réservée aux filles. Puis elle a suivi des cours d'art dramatique à la Royal Scottish College of Music and Drama. En 2005, elle représente la région d'Antrim dans le célèbre concours Rose of Tralee. Elle a aussi joué pour le Musical Theatre 4 Youth, et apparu dans Falling.
Alors qu'elle jouait dans une version adolescente de West Side Story au Millennium Forum à Derry, elle est repérée par un découvreur de talents qui la fait auditionner pour Sweeney Todd : Le Diabolique Barbier de Fleet Street. À seulement 19 ans, elle semblait trop âgée pour jouer Johanna (qui doit avoir 16 ans dans le film); ce à quoi elle a répondu par un envoi de photos non professionnelles sans maquillage pour prouver qu'elle paraissait beaucoup plus jeune au naturel. ("e-mailed them some pictures of [herself] without make-up. Usually looking young does no favours at all but [she was] quite pleased this time.")
Elle fait ses débuts sur les planches dans la comédie musicale anglaise Parade, au Donmar Warehouse en 2007.
En 2009, on la retrouve dans le clip Bullets, réalisé par Hello Charlie et extrait de l'album Controlling Crowds du groupe Archive.

## Filmographie

### Théâtre
- 2007 : Parade : Mary Phagan.

### Cinéma
- 2007 : Sweeney Todd : Le Diabolique Barbier de Fleet Street de Tim Burton : Johanna
- 2011 : Jane Eyre de Cary Fukunaga : Bessie Lee